# Тизер
Тизер (англ. teaser — «дражнилка») — рекламне повідомлення, зроблене як загадка, що містить частину інформації про продукт, але ніяк не називає рекламований товар. Тизери зазвичай з'являються на ранньому етапі рекламування товару та служать для створення інтриги навколо нього.
Тизер-кампанія — рекламна кампанія, яка зазвичай складається з ряду маленьких, зашифрованих, манливих повідомлень, які передують більшій, повнорозмірній кампанії або іншій важливій події.
Тизер-трейлер (англ. teaser trailer) — короткий трейлер, який використовують для реклами майбутньої стрічки, телевізійної програми, відеогри тощо. Зазвичай випускаються задовго до головного виробу, щоб «роздражнити» авдиторію.

## Історія
Заведено вважати, що перші тизери використовували для рекламування бренду MJB Coffee. У 1906 вздовж доріг Сан-Франциско з'явилися інтригуючі оголошення з питанням «Чому?». Але позаяк компанія у своїй рекламі вже використовувала питання «Чому?» з відповіддю «MJB робить найкращу каву!» і зазначене питання міцно асоціювалося з відомим брендом, така реклама не може вважатися рекламою-тизером.

## Технологія
Зазвичай тизери з'являються серіями. Рекламна тизер-кампанія відбувається у два етапи. Перший етап — це сам тизер, найчастіше запитання, яке створює інтригу, здатну пробудити зацікавленість. Другий етап — розкриття загадки за допомогою відповіді і демонстрація самого бренду.
За тривалістю рекламні кампанії поділяються на дві групи:
- одноденні — загадка і розкриття відбуваються майже миттєво, наприклад, питання на обкладинці журналу, відповідь — на одній з останніх сторінок;
- тижневі — розкриття відбувається через 2-3 тижні після появи.

Для забезпечення успіху рекламної кампанії необхідно одночасне дотримання трьох основних складових:
- час між появою тизера і розкриттям не повинен бути занадто довгим, щоб не встигло пропасти зацікавлення;
- логіка зв'язку між тизером та продукцією, що рекламується не повинна допускати можливості ідентифікації її з іншим брендом;
- це повинна бути яскрава і креативна ідея, здатна зацікавити широке коло споживачів.